# Arcinsys
Arcinsys (Kurzform für Archivinformationssystem) ist ein webbasierendes Archivinformationssystem, das für die Landesarchive der Bundesländer Hessen und Niedersachsen entwickelt wurde und seit 2015 deren und weitere Archivbestände zugänglich macht. 2016 trat auch das Landesarchiv Schleswig-Holstein der Kooperation bei. Die drei Landesarchive planen in diesem Bereich bis mindestens Ende 2025 zusammenzuarbeiten. 2020 trat auch das Staatsarchiv Bremen dem Verbund bei.
Weitere Informationen in den Artikeln zu den jeweiligen Landes-Versionen:
- Archivinformationssystem Hessen
- Archivinformationssystem Niedersachsen und Bremen